# 郝萍
郝萍（1954年—），山东长清人，汉族，中华人民共和国政治人物、第十二届全国人民代表大会河南地区代表。
毕业于澳门国际公开大学工商管理专业。加入中国农工民主党。担任商丘市眼科医院院长。2008年起担任全国人大代表。2013年，担任全国人大代表。